# Pustinja Blaca
Blaca (Pustinja Blaca), nekadašnje pustinjačko prebivalište glagoljaša, a kasnije i zvjezdarnica. Nalazi se na istočnom obronku doline na južnoj strani otoka Brača, između Bola i Milne, oko 2 km sjeverno od istoimene uvale.

## Etimologija
Ime je vjerojatno motivirano blatom što ga čini povremena rječica za jakih kiša. Spominje se od 1305. g.

## Povijest
U 15 stoljeću, kada su Turci napali, poljički glagoljaši bježe na Brač, gdje im brački knez daje dozvolu za naseliti se . Godine 1552. osnivaju, pod špiljom Ljubitovicom u prodolini udaljenoj od mora, redovničku zadrugu i počinju obrađivati zemlju koja im je poklonjena. Godine 1570. dobivaju dozvolu za izgraditi samostan i crkvu, cijelo vrijeme povećavajući svoje posjede. Razvili su i trgovinu preko svoje uvale koju danas narod zove Popova vala.
Nakon nekoliko nesreća (požar 1754. g.; velika krupa 1784. g.) gospodarstvo počinje slabiti, a broj pustinjaka je sve manji.
Renesansno zdanje, prilično stradalo u požaru 1724., obnavljano je i proširivano prema baroknim uzorima tijekom 17. i 18. stoljeća i dodan mu je zvonik na preslicu. Biskup hvarsko-brački, razmotrivši molbu pustinjaka, izdao im je dopuštenje da mogu »sagraditi i napraviti Pustinju, i u njoj stanovati, moliti, posvećivati i pokoru činiti (…)«. Mogli su u svoje redove primati koga su htjeli, bez utjecaja bilo koje crkvene ili svjetovne institucije. Njezini članovi bili su i svećenici i svjetovnjaci koji bi nakon određenog vremena bili uzdignuti na stupanj subraće. Zajedno su sudjelovali u izboru starješine – na tri godine, s mogućnošću opetovanih izbora – koji je vodio brigu o svim članovima i zajedničkim poslovima. Ondje su bili još posluga i težaci, a vrlo često i gosti te putnici namjernici kojima je jedino upravitelj mogao dopustiti boravak. Vizitacija biskupa Petra Cedulina pustinji Blaca 12. srpnja 1621. potvrdila je da redovnici žive prema pravilu da su sva dobra braće zajednička. Pravilnik je sačuvan u hrvatskoj redakciji koju je načinio i 1897. u vlastitoj tiskari objavio don Nikola Miličević, upravitelj pustinje.
Dugo vremena je ova pustinja bila jedan od najjačih gospodarskih subjekata na otoku Braču. Jedan dio milnarske luke, gdje su pristajali brodovi s proizvodima iz Blaca, i danas se naziva Blataška riva.
Od 1862. do 1962. Blacima su upravljali svećenici Miličevići. Smrću posljednjeg od njih, don Nikole Miličevića, ova se pustinja hrvatskih glagoljaša ugasila.
Niz kamenih dvokatnica s crkvom obnovljen je u 18. i 19. st. i sačuvan s cjelovitim građanskim interijerom, bogatim inventarom, astronomskim instrumentima, tiskarom, arhivom i knjižnicom. Uz stambeni dio sačuvane su gospodarske zgrade, pčelinjak, zagoni sa stoku i raznoliki alati.
Odlukom Međunarodne astronomske unije od 2005. godine, dva su asteroida, otkrivena sa Zvjezdarnice Višnjan, dobila imena (10241)  Miličević i (10645) Brač u spomen i čast ovom izuzetnom mjestu.

## Spomenici
Ova mala pustinja ima veliku spomeničku vrijednost. Započela je kao kamenjem ograđena pećina, a pustinjaci su s vremenom nadograđivali prizemnice različitih namjena (kuhinje, podrumi, peći i sl.). U doba blagostanja građene su raskošne višekatnice. 1588. g. izgrađena je i renesansna crkvica, proširena u idućem stoljeću. U crkvi se nalaze 3 barokne pale, a u pustinji slike iz mletačke škole 17. st.

## Zaštita
Pustinja Blaca je kao povijesni i kulturološki fenomen jedinstveni spomenik kulture i prirode u Hrvatskoj. Pod oznakom Z-1553 zavedena je kao nepokretno kulturno dobro – pojedinačno, pravna statusa zaštićena kulturnog dobra, klasificirano kao "sakralno-profana graditeljska baština".

## Galerija
- Redovnički glasovir
- Redovnički teleskop
- Stari rukopis
- Gramofon i tiskara
- Stara samostanska kuhinja
- Samostanska učionica
- Samostansko kozarstvo

## Vanjske poveznice
|  | Zajednički poslužitelj ima još gradiva o temi Pustinja Blaca |